# Sierra de la Victoria
Sierra de la Victoria är en bergskedja i Argentina.   Den ligger i provinsen Misiones, i den nordöstra delen av landet, 1 100 km norr om huvudstaden Buenos Aires.
I omgivningarna runt Sierra de la Victoria växer i huvudsak städsegrön lövskog. Runt Sierra de la Victoria är det glesbefolkat, med 13 invånare per kvadratkilometer.